# Ildikó Szijj
Ildikó Szijj (hongarès: Szíjj Ildikó)  (Budapest, 24 de març de 1962) és una filòloga i traductora hongaresa.
Llicenciada en Filologia hispànica i filologia portuguesa el 1987, i en filologia francesa el 1988, per la Universitat Eötvös Loránd de Budapest, i doctorada en Estudis Romànics l'any 2000, des del 1987 exerceix de professora al Departament de Llengua i Literatura Portugueses d'aquesta mateixa universitat, de la qual és la directora.
Deixebla de Kálmán Faluba, Szijj s'ha dedicat a donar a conèixer la literatura hongaresa en l'àmbit lingüístic català i la literatura catalana a Hongria.
Ha estat responsable de l'especialització en filologia iberoromànica, examinadora als certificats de llengua de l'Institut Ramon Llull a l'exterior, responsable acadèmica del professorat de la Xarxa Llull i coordinadora del Centre d'Estudis Gallecs. Des del desembre del 2017, és membre corresponent de la Secció Filòlogica de l'Institut d'Estudis Catalans.